# 長津義司
長津 義司（ながつ よしじ、1904年（明治37年）3月24日 - 1986年（昭和61年）1月10日）は昭和期の作曲家。

## 経歴
静岡県出身。保険会社勤務後、作曲活動を始め、1936年（昭和11年）ポリドール専属となる。1939年（昭和14年）11月発売の「大利根月夜」が大ヒット。1941年（昭和16年）にテイチクへ移籍し、「十三夜」「君忘れじのブルース」「ふるさとの燈台」「玄海ブルース」「連絡船の唄」「チャンチキおけさ」「大利根無情」「元禄名槍譜 俵星玄蕃」などの作品を作曲。菅原都々子の「月がとっても青いから」では編曲を担当。
『チャンチキおけさ』では『お客様は神様です』というフレーズが生まれ、三波春夫が最後の紅白で歌った曲は「元禄名槍譜 俵星玄蕃」であった。数多くの映画の挿入歌も手がけている。

## 人物
- 静岡県から上京した後の拠点は東京都中野区。
- 昭和53年～昭和56年の間、日本作曲家協会の理事長でもあった。
- 1972年（昭和47年）紫綬褒章を受章。
- 音楽生活50年　勲四等旭日小綬章受章
- 1986年（昭和61年）1月10日死去、享年81。

## 作曲
- 『トカナントカ言っちゃって』（昭和11年10月）［作詞：島田磬也、歌：榎本健一］
- 『千人針』（昭和12年12月）［作詞：サトウハチロー、歌：関種子］
- 『大利根月夜』（昭和14年11月）［作詞：藤田まさと、歌：田端義夫］
- 『蘭の花咲く満州で』（昭和16年4月）［作詞：藤村閑夫、歌：田端義夫］
- 『十三夜』（昭和16年10月）［作詞：石松秋二、歌：小笠原美都子］
- 『君忘れじのブルース』（昭和23年11月）［作詞：大高ひさを、歌：淡谷のり子］
- 『玄海ブルース』（昭和24年10月）［作詞：大高ひさを、歌：田端義夫］
- 『ふるさとの燈台』（昭和28年7月）［作詞：清水みのる、歌：田端義夫］
- 『チャンチキおけさ』（昭和32年8月）［作詞：門井八郎、歌：三波春夫］
- 『大利根無情』（昭和34年7月）［作詞：猪又良作、歌：三波春夫］
- 『御坂音頭』（昭和34年10月）［作詞：米山愛紫、歌：三波春夫］
- 『桃中軒雲右衛門』（昭和35年4月）［作詞：藤田まさと、歌：三波春夫］
- 『名月綾太郎ぶし』（昭和36年5月）［作詞：藤田まさと、歌：三波春夫］
- 『元禄名槍譜 俵星玄蕃』（昭和39年4月）［作詞：北村桃児、歌：三波春夫］
- 『信玄おどり』（昭和41年4月）［作詞：藤田まさと、歌：三波春夫］
- 『勝負道』［作詞：藤本義一、歌：石原裕次郎］

## 編曲
- 『月がとっても青いから』［作曲：陸奥明、作詞：清水みのる、歌：菅原都々子］